# Farhana Sultana

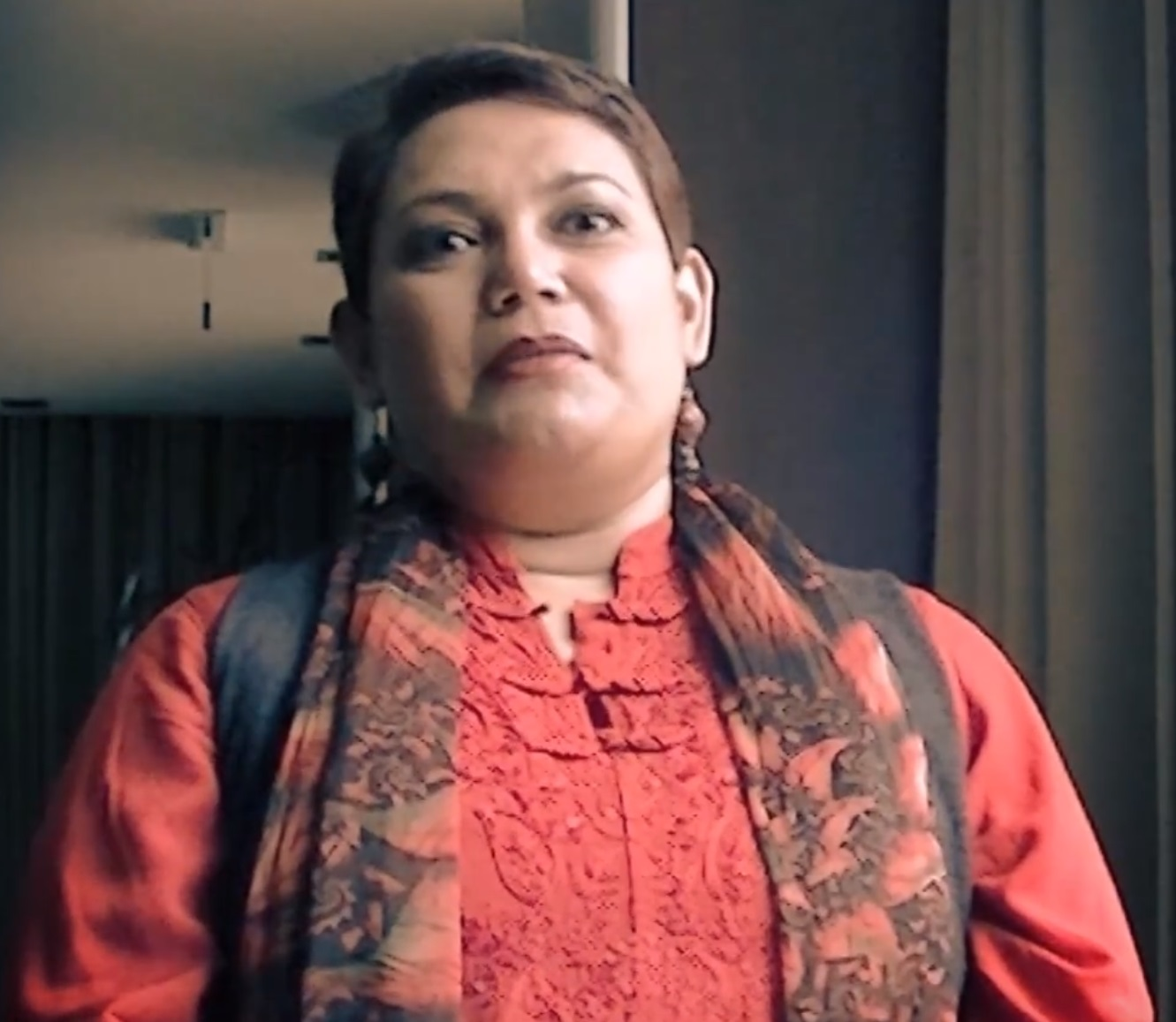
Farhana Sultana

Farhana Sultana (bengalisch ফারহানা সুলতানা) ist eine bangladeschisch-US-amerikanische Geografin und Umweltwissenschaftlerin. Sie ist Associate Professor für Geografie an der Syracuse University. Dort ist sie zudem Forschungsdirektorin für das Programm für Umwelt-Zusammenarbeit und -Konflikte an der Maxwell School of Citizenship and Public Affairs. Ihre Forschung untersucht den Einfluss von Wassermanagement und Klimawandel auf die Gesellschaft. In ihrem ersten Buch The Right to Water: Politics, Governance and Social Struggles (deutsch: Das Recht auf Wasser: Politik, Regierung und Soziale Spannungen) untersuchte sie die Beziehungen zwischen Menschenrechten und Zugang zu Trinkwasser.

## Ausbildung
Sultana erlangte ihren Bachelor in Geowissenschaften an der Princeton University. Sie schloss 1996 cum laude ab. Anschließend studierte sie auf Master an der University of Minnesota. Dort war sie ein John D. and Catherine T. MacArthur Foundation-Fellow. Nach Erlangung ihres Mastertitels schloss sie sich 1998 dem Entwicklungsprogramm der Vereinten Nationen (UNDP) an. Dort arbeitete sie als Programmleiterin für Umweltarbeit in Bangladesch. Sultana arbeitete dabei mit vielen Regierungs- und Nichtregierungsorganisationen zusammen. Nach drei Jahren bei der UNDP ging Sultana 2001 zurück an die University of Minnesota, wo sie an ihrer Doktorarbeit an der Fakultät für Geografie arbeitete. Dabei forschte sie auf den Gebieten Überflutung, die Korruption in der Garnelenzucht und wie sich die Arsenbelastung auf die armen Teile der Bevölkerung und insbesondere auf die Frauen auswirkt.

“No one is asking the social and gender questions as they relate to arsenic poisoning or to flooding. People have studied the technical, ecological, medical, and engineering-related aspects of these problems, but no one has considered their effects on the day to day lives of very poor people, especially poor women.”

„Niemand stellt die sozialen und geschlechtsspezifischen Fragen im Zusammenhang mit Arsenvergiftungen oder Überflutungen. Man hat die technischen, ökologischen, medizinischen und ingenieurtechnischen Aspekte dieser Probleme untersucht, aber niemand hat ihre Auswirkungen auf das tägliche Leben sehr armer Menschen, insbesondere armer Frauen, berücksichtigt.“

## Forschung und Karriere
Sultana ging 2005 als Visiting Fellow an die School of Environment and Development der University of Manchester. 2006 wechselte sie an das King’s College London. Dort wurde sie als Assistant Professor Mitglied der Fakultät für Geografie. 2008 ging Sultana zurück in die Vereinigten Staaten und wurde Professorin an der Fakultät für Geografie der Syracuse University. Sultana ist seit 2017 Visiting Fellow des International Centre for Climate Change and Development.
Sultana forscht auf dem Gebiet der Wasserverwaltung und des sozialen Wandels, die Einflüsse des Klimawandels auf die Politik und die Dekolonialisierung von Systemen und Institutionen.
Sie studierte, wie Gender, Klasse und Regeln das Wassermanagement in Bangladesch beeinflussen. Überflutungen sind ein fester Bestandteil der bangladeschischen Landschaft und verbessern die landwirtschaftlich genutzte Fläche. Aber das enorme Bevölkerungswachstum belastet das Land. Sultana analysierte, welchen Einfluss die städtische Wasserverwaltung auf die armen Bevölkerungsteile hat und wie das Recht auf Wasser verstanden wird. Sie untersuchte die politischen Auseinandersetzungen zum Ganges und wie Änderungen des Flusses das Leben und die Wirtschaft beeinflussen.

## Auszeichnungen und Ehrungen
- 2019 American Association of Geographers Glenda Laws Award[7]
- Mitunterzeichnerin neben Papst Franziskus der “Rome Declaration on the Human Right to Water”[8]